# 大烏蘇爾卡河
大烏蘇爾卡河（羅馬化：Reka Bolshaya Ussurka），又称伊曼河、伊滿河（羅馬化：Reka Iman），清时原名尼满河、泥滿河（满语：Iman Bira），是俄羅斯濱海邊疆區河流，源自红军区锡霍特山脉中部的西坡，在距河口357公里处汇入烏蘇里江，河道全長440公里，流域面積約29,600平方公里，主要支流是马利诺夫卡河。1972年改为现名。
该河上游和中游河网密集。上游河底以岩石为主，中游河底则多鹅卵石，下游河底有沙石和卵石混杂。上游河岸陡峭，高达1.5至2.5米，陡石坡可直接入水；中下游河岸高1至2米，陡而松软，以土沙质为主，河道和河床蜿蜒，平均宽80至100米；洪水时在宽处可达200米。
河的长度使漂流条件随地处而变化。在沃斯特列佐沃村处难以漂流单座橡皮艇。在河宽处和宽的支流上可以漂流现代乌德盖船，直到1970年代乌德盖船都可以到基地河口的码头。现代漂流一般从泰加林村-梅尔尼奇诺耶高速公路上的第二桥开始，从此处所有船筏都可以漂流。上游和中游的河在锡霍特山脉的山谷间穿行，通常不分岔，而在格鲁霍曼卡河口和科隆别河口间有岔道。科隆别河在梅尔尼奇诺耶村下汇入大烏蘇爾卡河，河岔消失。流域内森林覆盖率很高，河床平直。在远河河口河谷西转，开始出现分岔。上游“环路”处低水位时有锋利的岩石，河谷转弯时有触及的危险；格鲁霍曼卡河口下拉兹博伊道狭窄而曲折，折弯和沼泽遍布；远库特村附近有渡轮，可能造成危险；沃斯特列佐沃村附近有管道和折弯。
大烏蘇爾卡河有马利诺夫卡河、馬列夫卡河、瑙莫夫卡河、达尔尼亚亚河、佩列瓦尔纳亚河、阿尔姆河和科卢姆别河注入。

## 引用
1. ↑  . 星球地图出版社. 2008. ISBN 9787802124608.
2. ↑  . 中国地图出版社. 2016.
3. ↑  . 哈尔滨地图出版社. 2002.
4. 1 2  谭其骧. . 中国地图出版社. 1982-1987.
5. ↑  马浩远 齐悦 孔达. . Zhengzhou. 2023.
6. ↑  周定国. .
7. ↑  王俊铮. .
8. ↑  . primpogoda.ru.   [2019-03-22]. （原始内容存档于2023-04-23） （俄语）.
9. ↑  А·П·穆拉诺夫. . 列宁格勒: 气象出版社. 1966 （俄语）.
10. ↑  . 列宁格勒: 气象出版社 （俄语）.
11. ↑  Т·А·基谢尔科瓦娅. . 列宁格勒: 气象出版社. 1977 （俄语）.
12. ↑   (PDF). www.vladcity.com. （原始内容 (PDF)存档于2011-07-17）.